# Saint-Jean-devant-Possesse
Saint-Jean-devant-Possesse – miejscowość i gmina we Francji, w regionie Grand Est, w departamencie Marna.
Według danych na rok 1990 gminę zamieszkiwały 54 osoby, a gęstość zaludnienia wynosiła 10 osób/km².